# Stabilizátor nálady
Jako stabilizátory nálady nazýváme psychiatrická léčiva používaná k léčbě poruch nálady vyznačujících se intenzivními a dlouhodobými změnami nálad, jako jsou bipolární poruchy typu I nebo typu II, hraniční porucha osobnosti (BPD) a schizoafektivní porucha.

## Použití
Při použití u bipolární poruchy jsou stabilizátory nálady schopné potlačit (nebo alespoň zmenšit) rozdíly mezi mániemi a depresemi. Náladu stabilizující léky jsou také použity při léčbě hraniční poruchy osobnosti a schizoafektivní poruchy.

## Příklady léků
Termín stabilizátory nálady není chemickým ani biologickým termínem - jedná se o termín, kterým popisujeme účinek. Do stabilizátorů nálady mohou patřit léky z různých lékových skupin, důležité je, že dokážou stabilizovat výkyvy v náladě.

### Minerály
- Lithium (uhličitan lithný) – "klasický" stabilizátor nálady, poprvé byl schválen FDA v USA a stále je populární. Terapeutické monitorování léků je nutné pro zajištění, že koncentrace lithia v krvi zůstává v terapeutickém rozmezí: 0,6 nebo 0,8-1,2 mEq/litr. Mezi známky a příznaky toxicity patří nevolnost, zvracení, průjem, ataxie[3]. Mezi nejběžnější vedlejší účinky patří letargie a přibývání na váze. Méně časté nežádoucí účinky použití lithia jsou rozmazané vidění, mírný třes v ruce a pocit, že pacient je mírně nemocný. Obecně platí, že vedlejší účinky se vyskytují v prvních několika týdnech po zahájení léčby. Lze je zeslabit snížením dávek lithia[4].

### Antikonvulziva
Část látek označovaných jako "stabilizátory nálady" patří zároveň mezi antikonvulziva. Pro tyto látky se někdy používá termín "antikonvulzivní stabilizátory nálady".
- Valproát – tento lék může dráždit žaludek, zvláště když se užívá ve formě volné kyseliny. Jaterní funkce a krevní obraz by měly být monitorovány[6].
- Lamotrigin – Zejména účinný na bipolární deprese. Obvyklá dávka je 100-200 mg denně, kterou lze navyšovat až o 25 mg každé 2 týdny[7]. Pacient by měl být sledován pro známky a projevy Stevensova–Johnsonova syndromu, velmi vzácné, ale závažné kožní reakce[8].
- Karbamazepin – krevní obraz by měl být sledován, protože karbamazepin může snižovat množství bílých krvinek. Terapeutické monitorování léků je nutné.

Pro ostatní antikonvulziva nemusí existovat dostatek důkazů, že je lze používat jako stabilizátory nálady (viz gabapentin, topiramat).

### Antipsychotika
- Některá atypická antipsychotika (brexpiprazol, aripiprazol, risperidon, olanzapin, kvetiapin, asenapin, paliperidon, ziprasidon, a lurasidon) také účinkují jako stabilizátory nálady[10] , a proto jsou běžně předepisována i v situacích, kdy pacient netrpí psychotickými symptomy[10].

### Další látky
- Existuje hypotéza, že omega-3 nenasycené mastné kyseliny mohou mít stabilizační účinky na náladu[11]. Zdá se, že ve srovnání s placebem fungují omega-3 nenasycené mastné kyseliny při redukci depresivních symptomů bipolární poruchy lépe v kombinaci se známými stabilizátory nálady. Ke stanovení účinků omega-3 nenasycených mastných kyselin v případě, že by byly podávány samotné[12], by bylo potřeba provést další studie.

### Kombinovaná terapie
V rutinní praxi často není monoterapie (léčba pomocí jednoho jediného léku) dostatečně účinná, a proto se u většiny pacientů provádí kombinovaná (více léků zároveň) terapie. Kombinovaná terapie (atypické antipsychotikum s lithiem nebo valproátem) vykazuje lepší výsledky než monoterapie v manické fázi, co se týče účinnosti a prevence recidivy. Nicméně nežádoucí účinky a přerušení léčby kvůli nim jsou častější u kombinované terapie než u monoterapie.

## Rozdíl mezi stabilizátory nálady a antidepresivy
Stabilizátory nálady jsou primárně antimanické, což znamená, že jsou účinné při léčbě mánie a rychlého střídání nálad, ale nejsou účinné při léčbě akutní deprese. Hlavní výjimky z tohoto pravidla, které působí pozitivně na manické i na depresivní symptomy, jsou lamotrigin, uhličitan lithný a kvetiapin.
Spolu se stabilizátory nálad jsou při depresivních fázích často předepisována antidepresiva. To není bez rizik, neboť antidepresiva mohou u lidí trpících bipolární poruchou vyvolat mánii, psychózu, či jiné znepokojivé stavy. Riziko mánie vyvolané požitím antidepresiva u pacienta, který bere zároveň i stabilizátory nálady, není přesně prozkoumané, ale může existovat. Většina antidepresiv se zdá být neúčinná při léčbě bipolární deprese.